# Parabonzia zhangi
Parabonzia zhangi är en spindeldjursart som beskrevs av Lin och Zhang 2002. Parabonzia zhangi ingår i släktet Parabonzia och familjen Cunaxidae. Inga underarter finns listade i Catalogue of Life.